# Ambastaia nigrolineata
Espèce
Statut de conservation UICN

 VU  : Vulnérable
Ambastaia nigrolineata est une espèce asiatique de poissons d'eau douce de la famille des Cobitidae.

## Description
Ce poisson ressemble à Ambastaia sidthimunki, mais ses flancs ne comporte généralement que des lignes horizontales dorées et noires, à la différence de l'effet damier de son congénère. Il mesure en moyenne 8 cm, et la femelle est généralement plus massive que le mâle. Leur bouche est orientée vers le bas et ils possèdent des barbillons au-dessus de celle-ci. Ces poissons peuvent vivre plus de dix ans.

## Répartition
On le trouve en faible densité dans le Mékong et certains de ses affluents, au Laos et dans le sud de la Chine (Yunnan). De plus sa population a fortement diminué, à cause de la construction de barrage hydroélectrique et de la pollution issue des activités agricoles. Il vit amont des rivières à fond sablonneux et au courant rapide ou modéré.
Sa présence est incertaine en Thaïlande.

## Protection
L'espèce est classée Vulnérable (VU) sur la liste rouge de l'UICN, et est protégé par la loi thaïlandaise.

## Aquariophilie
Ses poissons rustiques, sont devenus rares dans le commerce, depuis leur protection en Thaïlande, et du fait de la difficulté de leur élevage en captivité.
Il est conseillé de les garder par groupes d'au moins six individus, et dans un aquarium de 150 litres bien plantés. La température de l'eau doit être comprise entre 20 et 25 °C, et son pH doit être de 6 à 7.

### Alimentation
Ambastaia nigrolineata est omnivore, mais il a une préférence pour les proies vivantes comme les escargots d'eau douce.

## Systématique
Le nom valide complet (avec auteur) de ce taxon est Ambastaia nigrolineata (Kottelat & Chu (d), 1987).
L'espèce a été initialement classée dans le genre Botia sous le protonyme Botia (Hymenophysa) nigrolineata Kottelat & Chu, 1987.
En anglais, ses noms vernaculaires sont Black-Lined Loach et Negro Loach.
Jusqu'en 1987 les spécimens de cette espèce étaient considérés comme appartenant à Ambastaia sidthimunki.
Ambastaia nigrolineata a pour synonymes :
- Botia nigrolineata Kottelat & Chu, 1987
- Yasuhikotakia nigrolineata (Kottelat & Chu, 1987)

### Étymologie
Son épithète spécifique, nigrolineata, du latin nigro signifiant « noir » et de lineata signifiant « rayé », fait référence à sa livrée.

### Publication originale
- (en) Maurice Kottelat et Chu Xinluo, « The Botiine Loaches (Osteichthyes:Cobitidae) of the Lancangjiang (Upper Mekong) With Description of A new Species », Zoological Research, China Zoological Society (d) et Kunming Institute of Zoology (d), vol. 8, no 4,‎ 22 novembre 1987, p. 393-400 (ISSN 0254-5853, lire en ligne).